# Episodi di Non sono stato io (prima stagione)
La prima stagione della serie televisiva Non sono stato io è stata presentata in anteprima 17 gennaio 2014 in America. La serie è stata sviluppata da Tod Himmel e Josh Silverstein. Le riprese sono cominciate nel settembre 2013.
In Italia la stagione è stata trasmessa a partire dal 13 giugno sull'omonimo canale italiano.
| nº | Titolo originale                     | Titolo italiano                            | Prima TV USA      | Prima TV Italia  |
| -- | ------------------------------------ | ------------------------------------------ | ----------------- | ---------------- |
| 1  | The Pilot                            | Quando i genitori sono in vacanza...       | 17 gennaio 2014   | 13 giugno 2014   |
| 2  | Fireman Freddy's Spaghetti Station   | La spaghetti station di Freddy il pompiere | 26 gennaio 2014   | 20 giugno 2014   |
| 3  | The New Guy                          | Il ragazzo nuovo                           | 9 febbraio 2014   | 27 giugno 2014   |
| 4  | Dear High School Self                | Una lettera dal passato                    | 16 febbraio 2014  | 4 luglio 2014    |
| 5  | If It Tastes Like a Brussels Sprout  | Questione di gusti                         | 9 marzo 2014      | 11 luglio 2014   |
| 6  | Lindy-licious                        | Il Lindy-lizioso                           | 16 marzo 2014     | 17 ottobre 2014  |
| 7  | Snow Problem                         | Un'offerta imperdibile                     | 6 aprile 2014     | 24 ottobre 2014  |
| 8  | Dance Fever                          | Record di presenze                         | 13 aprile 2014    | 7 novembre 2014  |
| 9  | Now Museum, Now You Don't            | Il ritorno di Nefertiti                    | 4 maggio 2014     | 14 novembre 2014 |
| 10 | In the Doghouse With the White House | Il miglior amico del Presidente            | 22 giugno 2014    | 21 novembre 2014 |
| 11 | Phone Challenge                      | Una vita senza app                         | 29 giugno 2014    | 28 novembre 2014 |
| 12 | Twin It to Win It                    | Telepatia                                  | 13 luglio 2014    | 27 febbraio 2015 |
| 13 | Earth Boys Are Icky                  | Lindy la perfettina                        | 27 luglio 2014    | 6 marzo 2015     |
| 14 | Lindy Nose Best                      | Lindy ficcanaso                            | 10 agosto 2014    | 13 marzo 2015    |
| 15 | Ball or Nothing                      | Palla persa                                | 24 agosto 2014    | 20 marzo 2015    |
| 16 | Logan's Run                          | Effetto bambola bionda                     | 21 settembre 2014 | 27 marzo 2015    |
| 17 | Bad News                             | Notiziario del mattino                     | 28 settembre 2014 | 10 aprile 2015   |
| 18 | Next of Pumpkin                      | Halloween da competizione                  | 5 ottobre 2014    | 31 ottobre 2014  |
| 19 | Bicycle Thief                        | Ladro di biciclette                        | 2 novembre 2014   | 17 aprile 2015   |
| 20 | Merry Miss Sis                       | Buon Natale, sorella!                      | 7 dicembre 2014   | 5 dicembre 2014  |

## Quando i genitori sono in vacanza...
- Titolo originale: The Pilot
- Diretto da: Bruce Leddy
- Scritto da: Tod Himmel e Josh Silverstein

### Trama
Logan e Lindy iniziano la nuova scuola. Visto che non ci sono i genitori, Lindy e Logan organizzano un party a casa loro per fare colpo sullo stesso ragazzo: la prima perché le piace e la seconda perché è il "bello" della scuola. Alla fine egli si rivela una persona orribile e Lindy lo caccia di casa. 
- Guest star: Angela Paton (Mrs. Klasby), Chad Buchanan (Seth Wall), Larry Joe Campbell (Doug Peterman), Alan Chow ( DeeJay), Claire Beale (giovane Lindy), Jacob Johnson (giovane Logan)

## La spaghetti station di Freddy il pompiere
- Titolo originale: Fireman Freddy's Spaghetti Station
- Diretto da: Bruce Leddy
- Scritto da: Tod Himmel

### Trama
- Guest star: Christopher Darga (pompiere Freddy), Pappy Faulkner (Kyle), Alyssa Preston (Mona), Reggie De Leon (Manager), Claire Beale (giovane Lindy), Max Page (giovane Logan), Saylor Curda (giovane Jasmine), Jake Brennan (giovane Garrett), Georgia Cook (giovane Delia), Ed Hopkins (annunciatore)

## Il ragazzo nuovo
- Titolo originale: The New Guy
- Diretto da: Bruce Leddy
- Scritto di: Rob Lotterstein

### Trama
- Guest star: Cameron Palatas (Tom Bigham), Chris Elwood (istruttore), Ryan Christopher Lee (Computer Nerd), Claire Beale (giovane Lindy), Max Page (giovane Logan), Saylor Curda (giovane Jasmine), Jake Brennan (giovane Garrett), Georgia Cook (giovane Delia)

## Una lettera dal passato
- Titolo originale: Dear High School Self
- Diretto da: Bruce Leddy
- Scritto da: Judd Pillot

### Trama
- Guest star: Bonnie Hellman (Mrs. Babcock), Kimberly Hebert-Gregory (postina), Claire Beale (giovane Lindy), Max Page (giovane Logan), Saylor Curda (giovane Jasmine), Jake Brennan (giovane Garrett), Georgia Cook (giovane Delia)

## Questione di gusti
- Titolo originale: If It Tastes Like a Brussels Sprout
- Diretto da: Bruce Leddy
- Scritto da: Alessia Costantini

### Trama
- Guest star: Patrick Malone (Barrucuda 1), Jeremy Scott Johnson (Barrucuda 2), Kelly Bolden Bashar (Barrucuda 3), Renee Percy (reporter)

## Il Lindy-lizioso
- Titolo originale: Lindy-licious
- Diretto da: Bruce Leddy
- Scritto da: Sarah Jane Cunningham e Suzie V. Freeman

### Trama
- Guest star: Nicholas Podany (Max), Wesam Keesh (Cole), Elizabeth Stocks (Nancy)

## Un'offerta imperdibile
- Titolo originale: Snow Problem
- Diretto da: Bruce Leddy
- Scritto da: Rob Lotterstein

### Trama
- Guest star: Robert Scott Wilson (Dash), Bridger Zadina (sciatore)

## Record di presenze
- Titolo originale: Dance Fever
- Diretto da: Bruce Leddy
- Scritto da: Todd Himmel

### Trama
- Guest star: Peyton List (Sherri), Barry Finkel (Mr. Applebaum), Scott Shilstone (Dave Bixby), Alan Chow (DJ), Tristen Bankston (Steve)

## Il ritorno di Nefertiti
- Titolo originale: Now Museum, Now You Don't
- Diretto da: Bruce Leddy
- Scritto da: Sarah Jane Cunningham e Suzie V. Freeman

### Trama
- Guest star: Beth Grant (Trudy Tanzer Dinkins)

## Il miglior amico del Presidente
- Titolo originale: In the Doghouse With the White House
- Diretto da: Joel Zwick
- Scritto da: Rob Lotterstein

### Trama
- Guest star: Rob Nagle (interrogatore), Renee Percy (giornalista), Annie Abbott (donna pulizie), Reggie Brown (Presidente), Kevin Symons (Senatore Snell)

## Una vita senza app
- Titolo originale: Phone Challenge
- Diretto da: Bruce Leddy
- Scritto da: Josh Silverstein

### Trama
- Guest star: Larry Joe Campbell (Doug Peterman), Raymond Ochoa (Zane), Sharon Muthu (cantante), Sedona Cohen (Haley), Markus Silbiger (fratello di Haley)

## Telepatia
- Titolo originale: Twin It to Win It
- Diretto da: Bruce Leddy
- Scritto da: Josh Silverstein

### Trama
- Guest star: Seana Kofoed (Leanne Park), Katherine Von Till (Dr. Denise Malloy), Todd Robert Anderson (Gene Vaughn)

## Lindy la perfettina
- Titolo originale: Earth Boys Are Icky
- Diretto da: Lynn M. McCracken
- Scritto da: Josh Silverstein

### Trama
- Guest star: Stefan Marks (Mr. Bricker), Matthew Botouchis (Paul), Dat Pham (Finn), Savannah Lathem (Danica Bricker), Kendall Ryan Saunders (Louie)

- Nota. Il titolo originale dell'episodio è un gioco di parole riferito alla commedia Le ragazze della Terra sono facili del 1988.

## Lindy ficcanaso
- Titolo originale: Lindy Nose Best
- Diretto da: Bruce Leddy
- Scritto da: Judd Pillot

### Trama
Dopo che Lindy ha promesso di non interferire più con gli affari dei suoi amici, tutti sembrano entrare in pasticci ancora più grandi: Jasmine e Logan fingono di uscire insieme mostrando che lui è il suo "uomo oggetto" e fare colpo sul ragazzo per cui lei ha una "cotta" e Delia finisce per prendere il posto di Garrett nella squadra di football.
- Guest star: JC Gonzalez (Mateo), Cameron Inman (Jenna), Marc Evan Jackson (Mr. Buffington), Lindsey Alley (Judy), Kristin Eggers (Tammy), Charles Malik Whitfield (Coach Laketta)

- Nota. Viene confermato che Jasmine prova dei sentimenti per Logan.

## Palla persa
- Titolo originale: Ball or Nothing
- Diretto da: Joel Zwick
- Scritto da: Tod Himmel

### Trama
- Guest star: Matt Champagne (Bob Watson), Alshon Jeffery (se stesso), Dick Butkus (se stesso), Ariela Barer (Megan), Ryan Malgarini (Alex), Lukas Gage (tipo)

## Effetto bambola bionda
- Titolo originale: Logan's Run
- Diretto da: Bruce Leddy
- Scritto da: Sasha Stroman

### Trama
- Guest star: Michael Lanahan (Mr. Clark), Alice Hunter (McKayala Barnes), Dana Powell (Brenda)

## Notiziario del mattino
- Titolo originale: Bad News
- Diretto da: Joel Zwick
- Scritto da: Darin Henry

### Trama
- Guest star: Ron Butler (Mr. Kupcheck), Garrett Boyd (Zach), Lauren Story (Candy)

## Halloween da competizione
- Titolo originale: Next of Pumpkin
- Diretto da: Judd Pillot
- Scritto da: Judd Pillot

### Trama
- Guest star: Daphne Blunt (McKylie), Beverly Polcyn (Great Granny Wrinkles), Richard Hench (Bearded Man), Genevieve Helm (Carmen), Tyler Peterson (Dwight), Dan Sachoff (Annunciatore/Clown), Gabrielle Walsh (ragazza)

## Ladro di biciclette
- Titolo originale: Bicycle Thief
- Diretto da: Joel Zwick
- Scritto da: Eddie Quintana

### Trama
- Guest star: Felix Avitia (Rusty), David Barrera (poliziotto), Matthew J. Evans (Ross)

## Buon Natale, sorella!
- Titolo originale: Merry Miss Sis
- Diretto da: Joel Zwick
- Scritto da: Sarah Jane Cunningham e Suzie V. Freeman

### Trama
- Guest star: Reginald Vel Johnson (angelo)

- Nota. Quando i genitori sono seduti vicino al camino si può notare nella prima sequenza la madre e il padre seduti da sinistra, mentre nella seconda sequenza il contrario.
- Nota. L'episodio va in onda prima in Italia e dopo qualche giorno negli Stati Uniti.